# Accipitrimorphae
Accipitrimorphae è un clade di uccelli rapaci che comprende gli ordini Cathartiformes (avvoltoi del Nuovo Mondo) e Accipitriformes (uccelli da preda diurni come aquile, poiane, falchi pescatori e serpentario). Tuttavia, questo gruppo potrebbe essere un sinonimo junior (o almeno soggettivo) di Accipitriformes. La proposta basata sul DNA e le classificazioni NACC e IOC includono gli avvoltoi del Nuovo Mondo negli Accipitriformes, ma il SACC classifica gli avvoltoi del Nuovo Mondo come un ordine separato, i Cathartiformes, come adottato qui. La collocazione degli avvoltoi del Nuovo Mondo è in dibattito dall'inizio degli anni '90. La ragione di ciò è la controversa storia sistematica degli avvoltoi del Nuovo Mondo poiché si presumevano fossero più legati a (o una sottofamiglia di) Ciconiidae (cicogne) sulla base degli studi di Sibley e Ahlquist che lavorarono sull'ibridazione del DNA-DNA negli anni '70 e per tutti gli anni '80. La relazione cicogne-avvoltoi sembra non essere supportata. Indipendentemente dall'usare Accipitrimorphae o Accipitriformes, questi uccelli appartengono a un ramo basale del clade Afroaves.
|  | Sagittariidae (serpentario) |
|  | |
|  | \| \| Pandionidae (falco pescatore) \| \| \| \| \| \| Accipitridae (aquile, poiane, gheppi, avvoltoi del Vecchio Mondo etc.) \| \| \| \| |
|  | |
|  | Pandionidae (falco pescatore) |
|  | |
|  | Accipitridae (aquile, poiane, gheppi, avvoltoi del Vecchio Mondo etc.)                                                                   |
|  | |

|  | Pandionidae (falco pescatore)                                          |
|  |                                                                        |
|  | Accipitridae (aquile, poiane, gheppi, avvoltoi del Vecchio Mondo etc.) |
|  |                                                                        |

|  | Sagittariidae (serpentario) |
|  | |
|  | \| \| Pandionidae (falco pescatore) \| \| \| \| \| \| Accipitridae (aquile, poiane, gheppi, avvoltoi del Vecchio Mondo etc.) \| \| \| \| |
|  | |
|  | Pandionidae (falco pescatore) |
|  | |
|  | Accipitridae (aquile, poiane, gheppi, avvoltoi del Vecchio Mondo etc.)                                                                   |
|  | |

|  | Pandionidae (falco pescatore)                                          |
|  |                                                                        |
|  | Accipitridae (aquile, poiane, gheppi, avvoltoi del Vecchio Mondo etc.) |
|  |                                                                        |

Cladogramma basato sugli studi di Jarvis et al. (2014).